# Vutrisiran
Le vutrisiran est un ARN-interférent utilisé comme traitement dans l'amylose à la transthrétine avec polyneuropathie et en cours de test dans l'amylose cardiaque à la transthyrétine.

## Mode d'action
Il s'agit d'un petit ARN interférent qui diminue la synthèse hépatique de la transthyrétine. En injection sous-cutanée, sa durée d'action dépasse trois mois.

## Efficacité
Il permet une amélioration des symptômes de la polyneuropathie secondaire à une amylose à la transthyrétine, et ce, de manière équivalente au patisiran, indication pour laquelle il a reçu une autorisation de mise sur le marché, aux États-Unis, en 2022.
Dans l'amylose cardiaque à transthyrétine, il ralentit la dégradation de la fonction cardiaque, permettant une diminution de la mortalité et une amélioration de la qualité de vie.